# Cmentarz prawosławny w Holi
Cmentarz prawosławny w Holi – nekropolia prawosławna w Holi, założona jako unicka.
Cmentarz położony jest w niewielkiej odległości od cerkwi w Holi. Został założony na przełomie XVIII i XIX w. na potrzeby miejscowej parafii unickiej; cmentarzem prawosławnym stał się po likwidacji unickiej diecezji chełmskiej. W okresie międzywojennym należał do Kościoła neounickiego.
Na terenie nekropolii przetrwała cmentarna cerkiew z 1846, kilka drewnianych krzyży nagrobnych oraz znaczna liczba nagrobków z II połowy XIX w. i z I połowy wieku XX, w tym nagrobki proboszczów miejscowej parafii.